# Salam Shakir
Salam Shakir (ur. 31 lipca 1986) – iracki piłkarz, reprezentant kraju grający na pozycji pomocnika.

## Kariera piłkarska
Przygodę z futbolem rozpoczął w 2005 w klubie Al-Talaba. W 2006 został zawodnikiem klubu Arbil FC. Od 2008 do 2014 reprezentował barwy katarskiego Al-Khor. Sezon 2014/2015 spędził w Al-Shorta. Od 2015 jest piłkarzem Al-Fateh SC.

## Kariera reprezentacyjna
Karierę reprezentacyjną rozpoczął w 2008. W 2009 został powołany przez trenera Velibora Milutinovicia na Puchar Konfederacji 2009, gdzie Irak odpadł w fazie grupowej. Uczestnik Pucharu Azji 2011 oraz 2015. W sumie w reprezentacji wystąpił w 85 spotkaniach i strzelił 4 bramki.